# London Freeman
London Marie Freeman (Marin County, California, Estados Unidos, 19 de abril de 1997) es una actriz y cantante estadounidense.

## Biografía
London Marie Freeman nació el 19 de abril de 1996. Con sus padres y sus abuelos en el negocio de la actuación, ella se crio actuando en varios proyectos de entretenimiento. Después de dos años actuando en dichos proyectos, Freeman se trasladó a Los Ángeles y tuvo la suerte de trabajar en grandes proyectos del cine y la televisión. A los ocho años interpretó el papel protagonista de Oliver en la película Oliver, siendo la persona más joven que se presentó al casting para dicho papel. Asistió al Internado Brentwood de Canadá y, posteriormente, comenzó a cantar en una banda musical de rock.
- Datos: Q6670427